# Medaille voor de Hidjazspoorweg

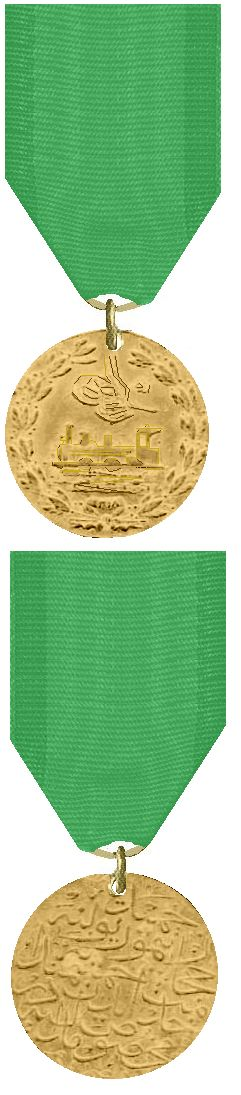
Medailles in goud

De Medaille voor de Hidjazspoorweg, Turks: "Hamidiye Hicaz Demiryolu Madalyası", werd in 1900 door Sultan Abdulhamid II van het Ottomaanse rijk ingesteld als onderscheiding van sponsors van de aanleg van de Hidjazspoorweg.

## Geschiedenis
De vorst heeft misschien de bedevaart naar de door hem geregeerde Hidjaz (in het westen van Saoedi-Arabië) willen vergemakkelijken, maar de mogelijkheid van militaire transporten was van groot strategisch belang. De lijn had beginpunten in Damascus en Palestina en liep naar het Arabisch Schiereiland. De route bood invloed op de Golf van Suez, terwijl in Arabië voortdurende opstanden woedden die dankzij de spoorlijn beter te bestrijden waren. Van deze opstanden getuigen de 1e Jemenmedaille, 2e Jemenmedaille en 3e Jemenmedaille. Een alternatief voor het spoor was zeetransport, maar dat zou in oorlogstijd moeilijk zijn omdat de Britse marine de Middellandse Zee beheerste.
De lijn werd aangelegd vanaf 1901. De sultan droeg zelf bij, maar een derde werd betaald uit bijdragen van moslims; deze waren vrijwillig, maar er kon wel druk uitgeoefend worden op gevers. Voor de gevers, die twee miljoen pond in goud bijeenbrachten, werd deze medaille ingesteld. Iets meer dan een kwart van de kosten werd opgebracht door moslims van buiten Turkije, waaronder de Shah van Perzië. De rechtsvorm is die van een Waqf, een vrome stichting naar islamitisch recht.
De aanleg was in handen van Duitse ingenieurs onder leiding van Heinrich August Meißner, die de rang van Pasha kreeg. Hij werd in 1904 door de sultan in de adelstand verheven, wat de aandacht trok van de Britten, die de ingenieurs en de archeologen in Mesopotamië als verkenners en spionnen zagen.

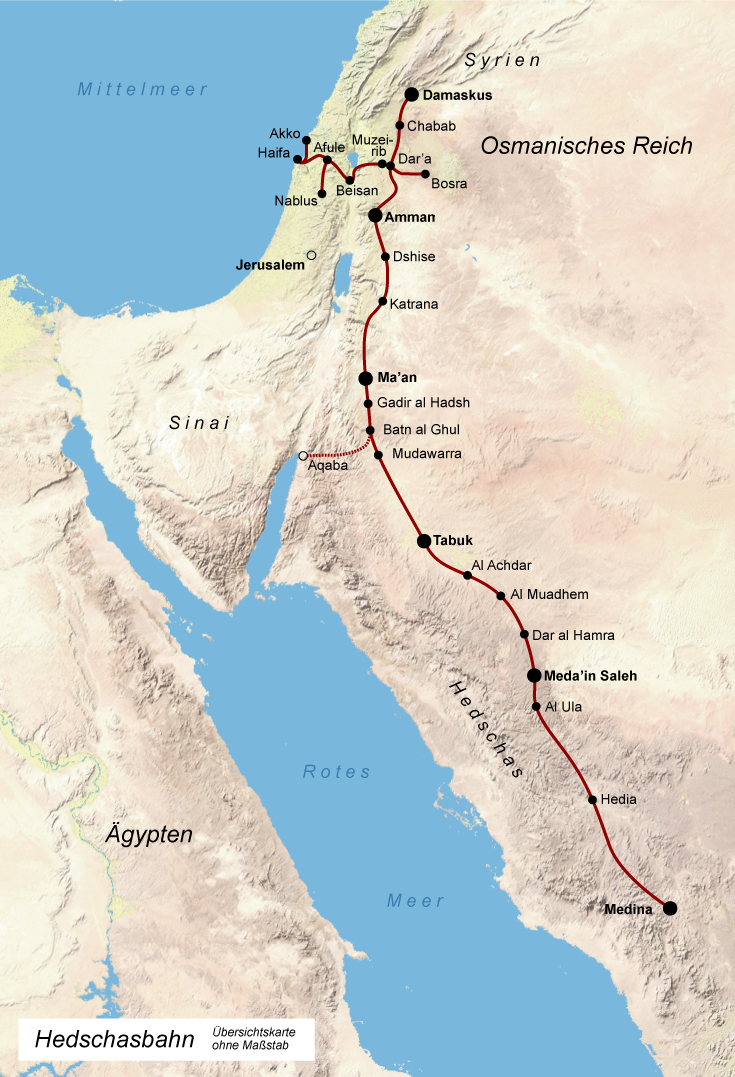
Kaart

De spoorlijn bereikte Damascus en Amman, maar Groot-Brittannië verhinderde in 1906 de aanleg van een zijlijn naar de havenstad Akaba. De aanleg was in het stammengebied van Arabië aangeland, waar de bouw aan 7000 soldaten moest worden toevertrouwd. De Hidjazspoorweg was in 1908 tot Medina gevorderd, maar door hevige tegenstand van de Arabieren werd Mekka nooit bereikt.
Tijdens de Arabische opstand in de Eerste Wereldoorlog voerde Lawrence of Arabia met zijn Arabische guerrillastrijders met succes aanslagen uit op de spoorlijn, die door de Ottomanen werd gebruikt voor de aanvoer van troepen. De overblijfselen van de Hidjazspoorlijn zijn nog overal in de Hidjaz te zien, zoals het oude treinstation in Medina.

## Vorm
De medailles bestaan als legpenning en als draagmedaille en de formaten variëren van 26 tot 50 millimeter. Ze kunnen een datum dragen volgens de Islamitische kalender, meestal met het jaartal 1318. Andere jaartallen zijn 1322 (het jaar dat Maan bereikt werd) en 1326 (de aansluiting op Medina). De gouden, zilveren en nikkelen draagmedailles zijn 30 millimeter breed. Voor grote donoren kwamen er na enig aandringen groene in plaats van rode linten voor de gouden en zilveren draagmedailles.
Op de voorzijde staat een stoomlocomotief afgebeeld met daarboven de tughra van de sultan. Om dit alles is een lauwerkrans gehangen. De keerzijde is van een gekalligrafeerde Arabische tekst voorzien.

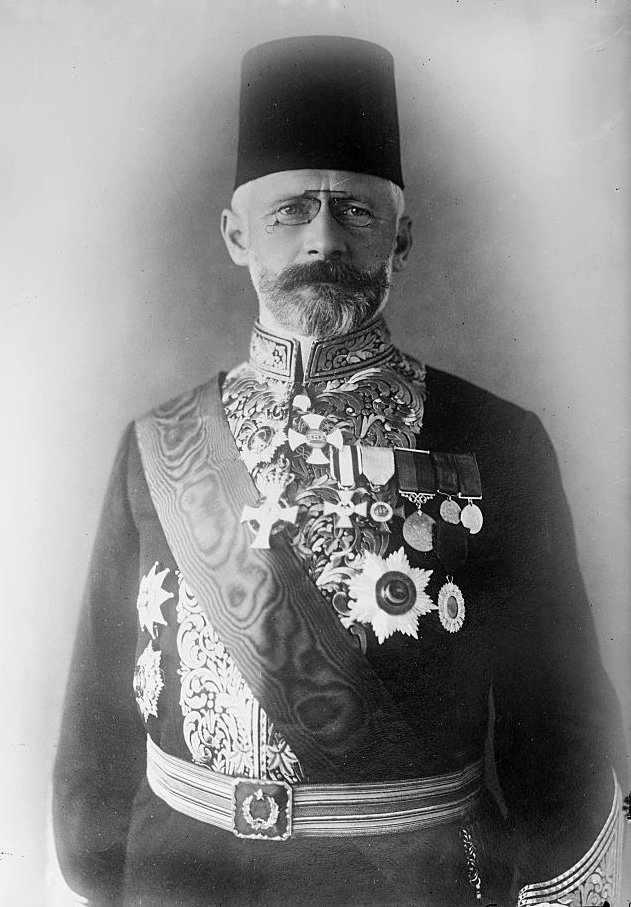
Meissner Pasha, de Duitse ingenieur die de spoorweg bouwde.

Medailles en eretekens van het Ottomaanse Rijk

Chelengk · 
Orde van het Huis van Osman · 
Orde van het Verheven Portret · 
Orde van de Halve Maan · 
Orde van de Glorie · 
Orde van de Eer · 
Hoge Orde van de Eer · 
Orde van Osmanie · 
Orde van Mejidie · 
Orde van Liefdadigheid · 
Orde van Onderwijs · 
Orde van het Ottomaanse Parlement · 
Orde van Verdienste voor de Landbouw ·
Medaille van de Orde van de Eer · 
Liyakat Medaille · 
IJzeren Halve Maan · 
De lijst van 21 Turkse campagnemedailles

Medailles en ertetekens van de Turkse Republiek

Turkse Onafhankelijkheidsmedaille · 
Orde van Verdienste van de Turkse Strijdkrachten · 
Legioen van Aanbeveling van de Turkse Strijdkrachten · 
Legioen van Eer van de Turkse Strijdkrachten · 
Legioen van Verdienste van de Turkse Strijdkrachten · 
Medaille van Eer van de Turkse Strijdkrachten · 
Medaille van de Strijdkrachten voor Belangrijke Diensten · 
Medaille van de Strijdkrachten voor Opvallende Moed en Zelfopoffering · 
Medaille voor Eervolle Vermelding van de Turkse Strijdkrachten · 
Medaille voor Prestaties van de Turkse Strijdkrachten